# Université d'été de Boulogne-sur-Mer
 (mai 2025).
Motif : aucune source indépendante, simple cours d'été non diplomante
- Archive Wikiwix
- Bing
- Cairn
- DuckDuckGo
- E. Universalis
- Gallica
- Google
- G. Books
- G. News
- G. Scholar
- Persée
- Qwant
- (zh) Baidu
- (ru) Yandex
- (wd) trouver des œuvres sur Wikidata

| 1. | Préciser le motif de la pose du bandeau. | Précisez le motif de la pose du bandeau en utilisant la syntaxe suivante : {{admissibilité à vérifier\|date=mai 2025\|motif=remplacez ce texte par le motif}}                                             |
| 2. | Informer les utilisateurs concernés.     | Pensez à avertir le créateur de l'article, par exemple, en insérant le code ci-dessous sur sa page de discussion : {{subst:avertissement admissibilité à vérifier\|Université d'été de Boulogne-sur-Mer}} |

Boulogne-sur-Mer Langues et Cultures (anciennement l’université d’été de Boulogne-sur-Mer) est une association à but non lucratif développée par les différentes universités publiques de la région Nord-Pas-de-Calais, la ville de Boulogne-sur-Mer, les institutions locales et régionales. Elle a pour but de faire découvrir la région de Boulogne-sur-Mer, sa culture et ses traditions, la mise en relation avec les habitants, l'accueil, et l'animation.

## Partenaires
Les universités de la région associées au développement de l’université d’été sont les suivantes : l’université du Littoral-Côte-d'Opale et l'université d'Artois. Depuis sa création, (il y a plus de 50 ans) le président de l’université d’été de Boulogne-sur-Mer a toujours été président, président honoraire, ou vice-président d’une université de la région.

## Historique
L’accueil des étudiants étrangers dans la ville de Boulogne-sur-Mer est une vieille tradition : depuis 1902 des cours de français pour étudiants étrangers ont lieu pendant l’été. Ces cours étaient organisés initialement par «le Comité de l’Alliance française»
Interrompue par les deux guerres, la formation a pris un nouvel essor et une véritable dimension à partir des années 1950-1951. À cette époque, l'université de Lille propose dans la ville de Boulogne-sur-Mer des «cours de vacances pour étudiants et professeurs étrangers» et organise en parallèle l’hébergement des participants dans les familles de Boulogne. Cette activité rencontre très vite un grand succès : 30 étudiants en 1951, 200 en 1957. C’est le début d’un fonctionnement ininterrompu. En effet, chaque été, de nombreux étudiants étrangers viennent apprendre la langue française dans la ville de Boulogne-sur-Mer. 
Dès son origine, l’université d’été de Boulogne-sur-Mer a une vision large de sa mission. À travers l’enseignement de la langue française, elle cherche aussi à stimuler les rencontres, les échanges entre les différentes cultures. Les titres de certains articles de presse sont très évocateurs : «Préfiguration du monde de demain» (1960), «Les étudiants étrangers ont débattu de l’avenir de l’Europe» (1967). De même, la convivialité et les découvertes sont des éléments qui font partie intégrante d’un séjour à l’université d’été : accueil par les habitants et les personnalités locales, excursions, visites, invitations à des repas, organisation de fêtes, de conférences...
L’université d’été fonctionne depuis ses débuts sous un statut d’association, administrée par l’université de Lille. Par la suite, avec la création de nouvelles universités dans la région Nord-Pas-de-Calais, l’association a été administrée par des membres des différentes universités ainsi que par des personnalités de la ville et de la région. La présidence de l’université d’été de Boulogne-sur-Mer a toujours été confiée à un président ou un vice-président d’une université de la région Nord–Pas-de-Calais.
Actuellement, le président de l’Association « Boulogne-sur-Mer Langues et Cultures» est Dany Accary, conseiller municipal délégué à Boulogne-sur-Mer chargé de la vie lycéenne et étudiante, des stages et des relations avec l'université ainsi que conseiller communautaire de la communauté d’agglomération du Boulonnais.